# Phil Rainford
Phil Rainford fue un cantante y productor musical durante la escena musical New Wave de Mánchester, en los años 1970 y 1980. Fue el cantante original de la banda post-punk The Durutti Column durante la primera mitad de 1978, cuando fue echado por ser considerado como una inapropiada elección, y luego de algunos años produjo para Nico (Live Heroes y Femme Fatale).